# No Country for Old Men (film)
No Country for Old Men är en amerikansk westernthriller som hade biopremiär i USA den 9 november 2007, regisserad och skriven av bröderna Joel och Ethan Coen, baserad på romanen med samma namn av Cormac McCarthy. Filmen, som är inspelad i Marfa, Texas och New Mexico under 2006, visades för första gången på Filmfestivalen i Cannes den 19 maj 2007. Den visades på ytterligare några filmfestivaler innan den släpptes till biograferna.

## Handling
Våld och kaos bryter ut efter att en jägare, Llewelyn Moss (Josh Brolin), snubblar över döda kroppar, heroin och 2 miljoner dollar i kontanter i närheten av Rio Grande. Moss tar med sig pengarna men en sändare i väskan möjliggör att den psykopatiske mördaren Anton Chigurh (Javier Bardem) kommer honom på spåren. En ålderstigen polisman (Tommy Lee Jones) försöker samtidigt spåra tjuven, mördaren och pengarna.

## Rollista
| Tommy Lee Jones  | – sheriff Ed Tom Bell      |
| Javier Bardem    | – Anton Chigurh            |
| Josh Brolin      | – Llewelyn Moss            |
| Woody Harrelson  | – Carson Wells             |
| Kelly Macdonald  | – Carla Jean Moss          |
| Garret Dillahunt | – Wendell                  |
| Tess Harper      | – Loretta Bell             |
| Barry Corbin     | – Ellis                    |
| Stephen Root     | – mannen som anlitar Wells |
| Beth Grant       | – Carla Jeans mamma        |

## Nomineringar och priser
| Pris                    | Kategori                  | Mottagare                                              | Resultat  |
| ----------------------- | ------------------------- | ------------------------------------------------------ | --------- |
| Oscar                   | Bästa film                | Scott Rudin, Joel Coen, Ethan Coen                     | Vann      |
| Oscar                   | Bästa regi                | Joel Coen, Ethan Coen                                  | Vann      |
| Oscar                   | Bästa manliga biroll      | Javier Bardem                                          | Vann      |
| Oscar                   | Bästa manus efter förlaga | Joel Coen, Ethan Coen                                  | Vann      |
| Oscar                   | Bästa ljudredigering      | Skip Lievsay                                           | Nominerad |
| Oscar                   | Bästa ljud                | Skip Lievsay, Craig Berkey, Greg Orloff, Peter Kurland | Nominerad |
| Oscar                   | Bästa foto                | Roger Deakins                                          | Nominerad |
| Oscar                   | Bästa klippning           | Roderick Jaynes                                        | Nominerad |
| Golden Globe Award      | Bästa film - drama        |                                                        | Nominerad |
| Golden Globe Award      | Bästa regi                | Joel Coen, Ethan Coen                                  | Nominerad |
| Golden Globe Award      | Bästa manliga biroll      | Javier Bardem                                          | Vann      |
| Golden Globe Award      | Bästa manus               | Joel Coen, Ethan Coen                                  | Vann      |
| BAFTA Awards            | Bästa film                | Scott Rudin, Joel Coen, Ethan Coen                     | Nominerad |
| BAFTA Awards            | Bästa regi                | Joel Coen, Ethan Coen                                  | Vann      |
| BAFTA Awards            | Bästa manliga biroll      | Javier Bardem                                          | Vann      |
| BAFTA Awards            | Bästa manliga biroll      | Tommy Lee Jones                                        | Nominerad |
| BAFTA Awards            | Bästa kvinnliga biroll    | Kelly Macdonald                                        | Nominerad |
| BAFTA Awards            | Bästa manus efter förlaga | Joel Coen, Ethan Coen                                  | Nominerad |
| BAFTA Awards            | Bästa ljud                | Skip Lievsay, Craig Berkey, Greg Orloff, Peter Kurland | Nominerad |
| BAFTA Awards            | Bästa foto                | Roger Deakins                                          | Vann      |
| BAFTA Awards            | Bästa klippning           | Roderick Jaynes                                        | Nominerad |
| Filmfestivalen i Cannes | Guldpalmen                | Joel Coen, Ethan Coen                                  | Nominerad |

## Om filmen
Filmen hade Sverigepremiär den 29 februari 2008.